# Marcelo Antonio da Silva
Marcelo Antonio da Silva (Apucarana, 19 de abril de 1972) é um bispo católico brasileiro, auxiliar da Diocese de Santo Amaro.

## Biografia
Foi ordenado sacerdote em 1 de novembro de 1997.
Em 15 de fevereiro de 2023, o Papa Francisco o nomeou Bispo Auxiliar da Diocese de Santo Amaro e Bispo Titular de Tabaicara.
Foi sagrado bispo, no dia 1 de maio de 2023, por Dom José Negri, Bispo da Diocese de Santo Amaro, coadjuvado por Dom José Aparecido Gonçalves de Almeida, bispo auxiliar da Arquidiocese de Brasília e Dom Dimas Lara Barbosa, arcebispo da Arquidiocese de Campo Grande, na Paróquia São João de Brito, em São Paulo.